# Ameerega macero
Ameerega macero – gatunek płaza bezogonowego z rodziny drzewołazowatych (Dendrobatidae).

## Występowanie
Zachodnia Brazylia (stany Acre i Amazonas), środkowe i południowo-wschodnie Peru.
Występuje w zakresie wysokości 150–1450 m n.p.m. Zasiedla tropikalne wilgotne lasy nizinne i górskie, a zwłaszcza lasy bambusowe.

## Rozmnażanie
Jaja składane są na lądzie, a samiec przenosi kijanki do wody, co jest częste wśród drzewołazowatych.

## Status
Jest to gatunek pospolity w obrębie swego zasięgu występowania. Trend liczebności jego populacji jest prawdopodobnie stabilny.